# Reederei Warrings
Die Reederei Warrings (vollständige Firma: Reederei Hillern Warrings GmbH & Co. KG) ist ein Schifffahrtsunternehmen mit Sitz in Wittmund, Ortsteil Carolinensiel.

## Aktivitäten
Die Reederei betreibt Passagier- und Frachtschifffahrt. Neben Ausflugs- und Rundfahrten mit der Harle Kurier betreibt Warrings im Auftrag der zur DB Fernverkehr gehörenden SIW Schifffahrt und Inselbahn Wangerooge den Fährverkehr zwischen der Insel Wangerooge und dem Festlandhafen Harlesiel. Hier werden die beiden Fährschiffe Harlingerland (Schiff) und Wangerooge (Schiff) eingesetzt. Die Harle Gatt und die Harle Express dienen der Versorgung der Inseln Wangerooge und Spiekeroog mit Fracht und Versorgungsgütern.

## Geschichte
Die Familie Warrings ist seit mehreren Generationen in Carolinensiel als Schiffer tätig. Bernhard Warrings startete um 1900 mit dem heute noch betriebenen Passagierverkehr nach Wangerooge im Auftrag der Deutschen Reichsbahn. Im Laufe der Zeit kamen weitere Tätigkeiten wie Ausflugsfahrten und die Inselversorgung hinzu. Seit ihrer Gründung war Warrings auch in diversen anderen Geschäftsbereichen tätig. So wurden die Peilschiffe Harle Echo und Harle Priel betrieben. Mit der Harle Füer und der Harle Tief wurden die an der Wilhelmshavener Tankerlöschbrücke liegenden Tanker versorgt. Mit den Seebäderschiffen Wilhelmshaven (ab Wilhelmshaven) und Helgoland (Ex-"Wappen von Hamburg") (Baujahr 1962) bzw. Helgoland (Baujahr 1972)  (ab Bremerhaven) sowie der Monohull-Schnellfähre Speedy (ab Bremen und Bremerhaven) war Warrings auch im Seebäderverkehr nach Helgoland aktiv.

## Aktuelle Flotte
(Stand: Oktober 2022)
| Schiffsname   | Baujahr | BRZ | Länge  | Eigner                            | Einsatz als                 |
| ------------- | ------- | --- | ------ | --------------------------------- | --------------------------- |
| Wangerooge    | 1985    | 621 | 45,3 m | Partenreederei MS „Wangerooge“    | Seebäderschiff              |
| Harlingerland | 1979    | 477 | 46,5 m | Partenreederei MS „Harlingerland“ | Seebäderschiff              |
| Harle Gatt    | 1999    | 291 | 45,7 m | Hillern Warrings                  | RoRo-Schiff, Inselversorger |
| Harle Kurier  | 1971    | 218 | 37,0 m | Hillern Warrings                  | Fahrgastschiff              |
| Harle Express | 2021    | 326 | 43,5 m | Hillern Warrings                  | RoRo-Schiff, Inselversorger |

Der Sitz des Unternehmens liegt am Ufer der Harle. Der Flussname ist Bestandteil des Namens mehrerer Schiffe der Reederei.

## Ehemalige Schiffe (Auswahl)
- Harlesand (1968–1981)
- Oldenburg (1975–1985)
- Emsland (1978)
- Wilhelmshaven (1984–2003)
- Speedy (2000–2004)
- Harle Express (ex Elbe), 1973, IMO-Nr. 7305629 (1983–1997)
- Harlekin I (ex Orange Moon), 1959, IMO-Nr. 530467 (1976–2004)
- Wangerland (ex Wangerooge), 1960, IMO-Nr. 5386021
- Helgoland (1986–1997)
- Helgoland (1998–1999)
- Harle Riff (?–2021)